# Terras Altas da Mantiqueira

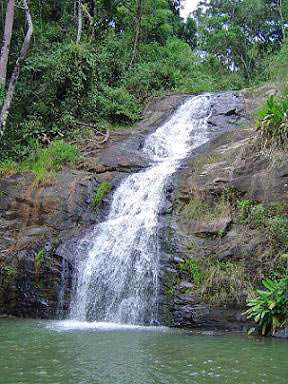
Cachoeira de Iporã na Floresta Nacional de Passa Quatro.

Terras Altas da Mantiqueira é um circuito turístico do estado brasileiro de Minas Gerais que reúne sete municípios do sul do estado: Aiuruoca, Alagoa, Itamonte, Itanhandu, Passa Quatro, Pouso Alto e São Sebastião do Rio Verde.

## Atrações

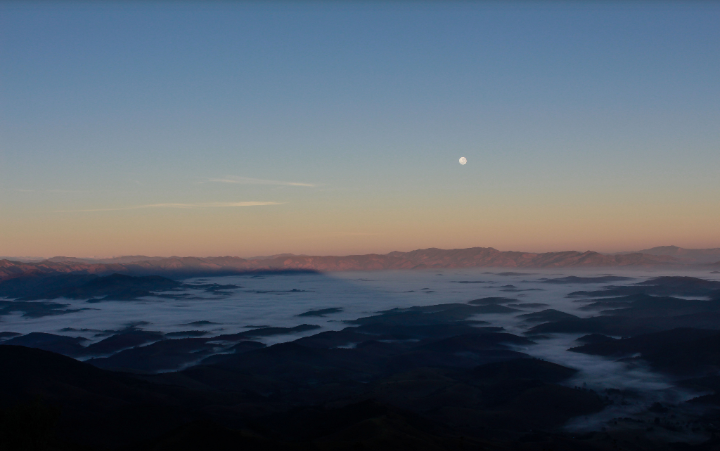
Visão do alto do Pico do Rachado no município de Pouso Alto.

Coberta por vegetação de Mata Atlântica e com pendor para o ecoturismo, a região tem atraído cada vez mais turistas que buscam desfrutar do "clima europeu" que o circuito oferece (temperaturas entre 5 graus negativos e 27 graus positivos), paisagens deslumbrantes, comidas típicas de regiões frias e da culinária mineira, belas cachoeiras, opções diversas de pesca e de prática de esportes radicais.
Esta última opção encontra na região condições de prática de canoagem, bóia-cross, voo livre, rapel, trilhas de moto, jipe ou mountain bike.
Como opção de compras a região oferece queijos, linguiças, cachaças, compotas e cerâmicas. Existem boas e variadas opções de hospedagem, algumas oferecendo serviço de guia, indispensável para se aproveitar bem a região.

## Unidades de conservação
Nos municípios de Aiuruoca, Alagoa, Baependi, Itamonte e Pouso Alto está localizado o Parque Estadual da Serra do Papagaio, uma unidade de conservação criada em 1998 e mantida pelo Instituto Estadual de Florestas de Minas Gerais. Outra área protegida nesse circuito é a Floresta Nacional de Passa Quatro, mantida pelo Instituto Chico Mendes de Conservação da Biodiversidade.

## Rodovias
Fazem parte desse circuito as rodovias BR-354, MG-158 e MG-350.